# Hanson (Familienname)
Hanson ist ein Familienname.

## Herkunft und Bedeutung
Hanson ist ein ursprünglich patronymisch gebildeter englischer Familienname mit der Bedeutung „Sohn des Hann“, einer mittelalterlichen englischen Form von Iohannes.

## Namensträger

### A
- Alexander Contee Hanson (1786–1819), US-amerikanischer Politiker (Maryland)
- Alf Hanson (1912–1993), englischer Fußballspieler
- Alfred Hanson (1910–2000), US-amerikanischer Taucher und Schauspieler
- Andy Hanson (1932–2008), US-amerikanischer Fotojournalist
- Ann-Louise Hanson (* 1944), schwedische Schlagersängerin
- Anne Coffin Hanson (1921–2004), US-amerikanische Kunsthistorikerin
- Ann Meekitjuk Hanson (* 1946), kanadischer Politiker

### B
- Beverly Hanson (* 1924), US-amerikanischer Golfspieler
- Boden Hanson (* 1973), australischer Ruderer
- Brooke Hanson (* 1978), australische Schwimmerin

### C
- Chris Hanson (Footballspieler) (Christopher David Hanson; * 1976), US-amerikanischer American-Football-Spieler
- Chris Hanson (Squashspieler) (* 1990), US-amerikanischer Squashspieler
- Christian Hanson (Eishockeyspieler) (* 1986), US-amerikanischer Eishockeyspieler
- Christian Heinrich Hanson (1790–1863), deutscher Maler
- Claas Hanson (* 1975), deutscher Komponist, Musiker und Musiktherapeut
- Curtis Hanson (1945–2016), US-amerikanischer Regisseur

### D
- David Hanson (* 1969), US-amerikanischer Robotik-Wissenschaftler und -Designer
- Dian Hanson (* 1951), US-amerikanische Autorin und Journalistin
- Duane Hanson (1925–1996), US-amerikanischer Bildhauer

### E
- Edward Hanson (1889–1959), US-amerikanischer Marineoffizier
- Einar Hanson (1899–1927), schwedischer Theater- und Stummfilmschauspieler
- Elizabeth Hanson (1684–1737), neuenglische Autorin
- Erling Hanson (1888–1978), norwegischer Schauspieler

### F
- Frank Hanson (1899–1975), kanadischer Musikpädagoge und Komponist

### G
- Gail G. Hanson (* 1947), US-amerikanische Physikerin
- George Hanson, US-amerikanischer Dirigent
- Gustav Hanson (1934–2019), US-amerikanischer Biathlet

### H
- Halfdan M. Hanson (1884–1952), US-amerikanischer Architekt
- Harald Hanson (1900–1986), deutscher Bauforscher
- Harold C. Hanson (1917–2003), US-amerikanischer Ornithologe und Hochschullehrer
- Horst Hanson (1911–1978), deutscher Biochemiker
- Howard Hanson (1896–1981), US-amerikanischer Komponist und Pianist

### J
- James Hanson, Baron Hanson (1922–2004), britischer Unternehmer
- James Hanson (Rennfahrer) (* 1977), britischer Automobilrennfahrer
- James Hanson (Fußballspieler) (* 1987), englischer Fußballspieler
- Jamie Hanson (* 1995), englischer Fußballspieler
- Janine Hanson (* 1982), kanadische Ruderin
- Jason Hanson (* 1970),  US-amerikanischer American-Football-Spieler
- Jean Hanson (1919–1973), britische Zoologin, Biophysikerin und Hochschullehrerin
- Jeff Hanson (1978–2009), US-amerikanischer Singer-Songwriter und Gitarrist
- Jeff Owen Hanson (* 1993), US-amerikanischer Maler und Philanthrop
- John Hanson (Politiker, 1715) (1715–1783), US-amerikanischer Politiker (Maryland), Präsident des Kontinentalkongresses
- John Hanson (Jurist) (1755–1841), britischer Jurist
- John Hanson (Politiker, † um 1860) († um 1860), US-amerikanischer Politiker, Mitgründer von Liberia
- John Hanson (Sänger) (1922–1998), englischer Sänger und Schauspieler kanadischer Herkunft
- John Hanson (Regisseur) (* 1942), US-amerikanischer Kameramann und Filmregisseur
- John Hanson (Manager), Industriemanager

### K
- Keith Hanson (* 1957), US-amerikanischer Eishockeyspieler
- Ken Hanson (* 1982), US-amerikanischer Radrennfahrer

### L
- Lars Hanson (1886–1965), schwedischer Schauspieler
- Lars Å. Hanson (1934–2022), schwedischer Immunologe und Pädiater
- Lauretta Hanson (* 1994), australische Radrennfahrerin
- Leif Hanson (* 1964), US-amerikanischer Beachvolleyballspieler
- Leonard Hanson (1887–1949), britischer Turner
- Louise Hanson-Dyer (1884–1962), australische Musikverlegerin und Kunstmäzenin
- Ludwig Hanson (1883–1964), deutscher Heimatdichter

### M
- Margus Hanson (* 1958), estnischer Politiker
- Mark Hanson (* 1946), US-amerikanischer Theologe und Geistlicher
- Matt Hanson (* 1985), US-amerikanischer Triathlet
- Michael Hanson (1936–2015), britischer Journalist und Architekturhistoriker

### N
- Nana Akosua Hanson (* 1990), ghanaische TV- und Radio-Moderatorin, Autorin und Feministin
- Nicolai Hanson (1870–1899), norwegischer Zoologe und Polarforscher
- Norwood Russell Hanson (1924–1967), US-amerikanischer Philosoph

### P
- Pauline Hanson (* 1954), australische Politikerin
- Peter Hanson (* 1977), schwedischer Golfspieler
- Philip Hanson (* 1999), britischer Autorennfahrer
- Pontus Hanson (1894–1962), schwedischer Schwimmer und Wasserballspieler

### R
- Richard Hanson (1805–1876), australischer Politiker, Jurist, Premierminister von South Australia, Chief Justice
- Robert Karl Hanson (* 1957), kanadischer Psychologe
- Robin Hanson (* 1959), US-amerikanischer Ökonom
- Ronald Hanson (* 1976), niederländischer Physiker
- Rusty Hanson (1966–2006), US-amerikanischer Stuntman

### S
- Sarah Hanson-Young (* 1981), australische Politikerin
- Sten Hanson (1936–2013), schwedischer Musiker, Lautdichter und Performancekünstler
- Sven Hanson (1892–1972), schwedischer Schwimmer

### T
- Taylor Hanson (* 1983), US-amerikanischer Musiker, siehe Hanson (Band)
- Tom Hanson (1907–1970), US-amerikanischer American-Football-Spieler
- Tommy Hanson (* 1986), US-amerikanischer Baseballspieler

### V
- Victor Davis Hanson (* 1953), US-amerikanischer Militärhistoriker

### W
- Walter E. Hanson (1916–2010), US-amerikanischer Manager

## Kunstfigur
- Lona Hanson, Roman von Thomas Savage aus dem Jahr 1948